# Willebadessen

Willebadessen est une ville de Rhénanie-du-Nord-Westphalie (Allemagne), située dans l'arrondissement de Höxter, dans le district de Detmold, dans le Landschaftsverband de Westphalie-Lippe.

## Patrimoine architectural
- Château de Schweckhausen

## Personnalités liées à la ville
- Elisabeth Hauptmann (1897-1973), écrivain née à Peckelsheim.